# Yang Noe-seong
Yang Noe-seong (hangul 양뇌성, ur. 21 kwietnia 1973) – południowokoreański szpadzista, brązowy medalista mistrzostw świata.
Podczas mistrzostw świata w Lizbonie w 2002 roku Koreańczycy w składzie: Ku Kyo-dong, Kim Jeong-gwan, Lee Sang-yeop i Yang Noe-seong zdobyli brązowy medal w szpadzie drużynowej. Był też między innymi piąty drużynowo na mistrzostwach świata w Seulu w 1999 roku i mistrzostwach świata w Nîmes w 2001 roku.
Wystartował na igrzyskach olimpijskich w Atlancie w 1996 roku, gdzie drużynowo był dziesiąty, a indywidualnie zajął 23. miejsce. Na rozgrywanych cztery lata później igrzyskach olimpijskich w Sydney drużynowo był czwarty, a indywidualnie zajął 25. miejsce.
Ponadto zdobył złote medale indywidualnie i drużynowo na igrzyskach azjatyckich w Bangkoku (1998), a na igrzyskach azjatyckich w Pusan (2002) drużynowo był trzeci.